# 엔젤악기
주식회사 엔젤악기(Angel Musical Instrument Company)는 대한민국에서 리코더(소프라니노, 소프라노, 알토, 테너, 베이스), 실로폰, 멜로디언, 오카리나, 피페, 핸드벨, 탬버린, 리듬악기, 말렛, 하모니카, 칼림바, 단소, 소금, 소고 등 교육용 악기를 생산하고 제조하는 회사이다.

## 개요
엔젤악기는 회장 조광호가 1955년 7월 24일에 처음 설립되었다. 대한민국에서 첫 리코더를 생산하며 브랜드 가치를 올린 회사이다. 현재는 2세 경영인인 조정우가 회사를 이끌고 있다.

## 연혁
- 1955년: 창업주 故조광호에 의해서 설립
- 1966년: 서울 본사 확장 이전
- 1981년: 경기도 화성시에 공장 설립
- 1983년: 국무총리 표창 (품질관리 표준화)
- 1986년: 유망 중소기업으로 선정됨(KAIST 선정)
- 1988년: 법인 전환
- 1989년: 대통령 표창
- 1993년: 전국 리코더 콩쿠르 10년 연속 후원
- 1995년: 우량 중소기업으로 선정됨(경기도 선정)
- 2001년: 중국 톈진에 현지 법인 설립 (TIANJIN)
- 2002년: 우량 중소기업으로 선정됨(경기도 선정)
- 2003년: 전국 리코더 콩쿠르 20년 연속 후원
- 2005년
  - 수원세무서장 표창 (납세 의무 성실 이행)
  - 청소년위원회 표창 (스리랑카 쓰나미 피해 지원)

- 2009년: TVN 월드스페셜 'LOVE' 연예인과 사진 작가의 자연 봉사 여행 타큐멘터리 월드스페셜 협찬
- 2010년: 성탄음악회 협연
- 2011년
  - 부산 국제 어린이 유아교육전 참가
  - 기업과 예술의 만남 '메세나'결연 (한국메세나협회)
  - 캐니멀 라이선싱 계약 체결
  - 영화 '온전한 도시' 협찬
  - 중국 상해 악기 박람회 뮤직메세 참가
  - 초록우산 어린이재단 기부 협악식
  - 산타할아버지가 들려주는 어린이 성탄음악회 후원

- 2012년
  - 기업부설연구소 설립 (R&D 센터 / 디자인 연구소)
  - 독일 음악산업 전시회 뮤직메세(MUSIKMESSE) 참가
  - 한국시각장애인공연예술단 한빛예술단 뮤지컬 '난 볼 수 있어' 협찬
  - 부산 국제 어린이 유아 교육전 참가
  - 엔젤악기와 함께하는 즐거운 동요세상
  - 제29회 전국리코더 콩쿠르 후원
  - 엔젤악기와 함께하는 어린이 성탄 음악회

- 2013년
  - 중국 상해 악기 박람회 뮤직메세 참가
  - '중소기업 품질대상 악기 제조 부문' 선정(서울경제)
  - 중소기업중앙회, 한국일보, 서울경제TV 후원
  - 어린이 악기 후원(3600명)
  - 전국리코더 콩쿠르 연속 30년 후원
  - 스토리온 우먼쇼 22회 <나눔> (빈곤국 아이들 음악 교육 및 후원)
  - 초록우산 '엔젤악기와 함께하는 꿈꾸는 음악 교실' 후원
  - 대한민국 '올해를 빛낸 히트 상품' 선정 (조선일보)
  - 디지털조선일보, 조선미디어, 산업통상지원부, 비즈니스앤TV 후원
  - 충청남도 교육청 케나 교육 재능 기부
  - 어린이 나눔재단 악기 후원
- 2014년
  - 소비자 브랜드 만족도 1위로 선정됨(중앙일보)
  - 중앙일보, 포브스, 산업통상자원부, JTBC 후원
  - 교육 봉사 프로젝트 협약 (충청남도 교육청)
  - 독일 음악산업 전시회 뮤직메세(MUSIKMESSE) 참가
  - 미국 음악 산업 전시회 남쇼(NAMM SHOW) 참가
  - 중국 상하이 SNIEC (Shanghai New International Expo Center) 뮤직 차이나 악기쇼 참가
  - 대한민국 교육박람회 참가
  - 미국 애너하임 뮤직 박람회 참가
  - 아프리카 케냐 기토쑤아초등학교(Gitothua Primary School), 루이루 키훈구로중학교(Ruiru Kihunguro School) 후원 (월드쉐어)
  - 대진대학교와 산학협약을 맺음
  - 충청남도 교육청 케나 교육 재능 기부
  - 경기문화재단 MOU 체결
  - '대한민국 세종대왕 나눔봉사대상' 수상
  - 제 6회 올해의 新한국인 大賞 경영인 부문 수상
- 2015년
  - 필리핀 사회공헌활동의 일환으로 악기를 지원 (월드쉐어)
  - 독일 음악산업 전시회 뮤직메세(MUSIKMESSE) 참가
  - 미국 음악 산업 전시회 남쇼(NAMM SHOW) 참가
  - 부산 외국어 대학교 '필리핀 6기 해외봉사단' 아프리카 케냐 단조스 초,중학교와 기통고 고등학교 후원
  - 소비자 선정 최고의 브랜드 대상 수상
  - 올해의 新한국인 大賞  (시사 투데이)
  - 케냐 해외봉사 & MBC '나눔면 행복' 후원 (월드쉐어)
  - 케냐 악기 기부 (충청남도 교육청)
  - 엔젤악기 사랑나눔 프로젝트 No.1 '1004의 꿈, 엔젤을 찾아주세요!'
  - EBS FM <영어! 할 수 있다 CAN CAN CAN 협찬>

- 2016년
  - 소비자 선정 최고의 브랜드 대상

- 2021년
  - 마포구 마포장애인종합복지관 '장애인 오케스트라' 후원
  - 서울특별시 동작구 본동종합사회복지관 프로그램 '가족오락관'을 위한 후원
  - 서울특별시 '서울생활문화센터 낙원' 후원
  - 사)한국장애인문화협회 '제14회 전국장애청소년예술제' 후원
  - 인천광역시 '파인트리홈' 보육원 후원
  - KBS 동행 329회 & 333회 '화연이의 세잎클로버' 후원
  - 서울특별시 용산구 아동양육시설 '혜심원' 후원

- 2022년
  - 미국 뉴욕 카네기홀 '링크업' 리코더 선정 (2000~현재)

## 실적
- 대한민국 최초 PVC 리코더 개발
- 세계 최초 PVC Frame 클로켄슈필(실로폰) 개발
- 세계 최초 리듬 타악기 세트화
- 세계 판매 2위 (자사 동일 판매 상품 기준)
- 세계가 인정한 브랜드 (자사 브랜드 판매율 95%)

수상
- 1983년: 국무총리 표창

- 1986년: 유망 중소기업으로 선정됨(KAIST 선정)

- 1989년: 대통령 표창

- 1995년: 우량 중소기업으로 선정됨(경기도 선정)

- 2002년: 우량 중소기업으로 선정됨(경기도 선정)

- 2005년
  - 3월: 수원세무서장 표창 (납세 의무 성실 이행
  - 6월: 청소년위원회 표창 (스리랑카 쓰나미 피해 지원)

- 2013년
  - '중소기업 품질대상 악기 제조 부문' 선정(서울경제)
  - 대한민국 '올해를 빛낸 히트 상품' 선정 (조선일보)

- 2014년
  - 1월: 소비자 브랜드 만족도 1위로 선정됨(중앙일보)
  - '대한민국 세종대왕 나눔봉사대상' 수상
  - 제 6회 올해의 新한국인 大賞 경영인 부문 수상

- 2015년
  - 소비자 선정 최고의 브랜드 대상 수상
  - 올해의 新한국인 大賞  (시사 투데이)

- 2016년
  - 소비자 선정 최고의 브랜드 대상 수상

## 제품
주 제품으로는 디지털피아노, 첼로, 바이올린, 우쿨렐레, 리코더(소프라니노, 소프라노, 알토, 테너, 베이스), 실로폰, 글로켄슈필, 리듬타악기, 스틸텅드럼, 칼림바, 젬베, 봉고, 심벌즈, 트라이앵글, 멜로디언, 오카리나, 피페, 핸드벨, 탬버린, 리듬악기, 말렛, 하모니카, 칼림바, 단소, 소금, 소고 등이 있다.